# 플루오린화 벤질
플루오린화 벤질(영어: benzyl fluoride) 또는 벤질 플로오라이드는 플루오로메틸기로 치환된 벤젠 고리로 구성된 유기 화합물이다.

## 같이 보기
- 염화 벤질
- 브로민화 벤질
- 아이오딘화 벤질